# Повіт Сімо-Такай
Пові́т Сімо́-Така́й (яп. 下高井郡, しもたかいぐん, МФА: [ɕimo takai̯ guɴ]) — повіт в префектурі Наґано, Японія.